# Brand New
Brand New fue una banda estadounidense de rock alternativo formada en Merrick, New York en 2000 por el cantante y guitarrista Jesse Lacey, el guitarrista Vincent Accardi, el bajista Garrett Tierney y el baterista Brian Lane.
A finales de los años 1990 Lacey, Tierney y Lane tocaban en una banda de post-hardcore de Long Island, The Rookie Lot. Sin embargo, el grupo se desintegró y formaron Brand New en Merrick, Nueva York. La banda firmó con Triple Crown Records y en 2001 lanzaron su primer álbum de estudio, Your Favorite Weapon. Dos años más tarde Brand New lanzó Deja Entendu, que se convirtió en su primer gran éxito y marcó la nueva dirección del estilo musical y lírico de la banda. Lograron un relativo éxito con los dos sencillos del álbum, «The Quiet Things That No One Ever Knows» y «Sic Transit Gloria... Glory Fades», cuyos videoclips fueron emitidos asiduamente en MTV2 y Fuse TV. Deja Entendu logró el disco de oro en los Estados Unidos.
Después de su anterior éxito, Brand New firmó por la multinacional Interscope Records, que lanzó The Devil and God Are Raging Inside Me, su tercer álbum de estudio, en 2006. El álbum no alcanzó el éxito comercial de Deja Entendu, pero logró el puesto 31 en la lista Billboard 200. En marzo de 2008 formaron su propio sello discográfico, Procrastinate! Music Traitors. Daisy, su cuarto álbum de estudio, fue lanzado en 2009 y alcanzó el sexto puesto del Billboard 200, el mejor resultado de la banda en listas hasta la fecha.
Tras sacar, a principios de febrero de 2016, un recopilatorio llamado "Leaked Demos 2006" además del sencillo " I Am a Nightmare", la banda sacó una serie de camisetas en las que se podía observar un período de tiempo, el cual comenzaba con la fecha de su nacimiento (2000) y terminaba en 2018, esto puede ser un aviso de que la banda está en sus últimos días de vida.
Tras un retraso, la banda anunció que en octubre de 2017 va a ser lanzado su nuevo y probablemente último disco titulado "Science Fiction", este ha sido ya enviado a las 500 primeras personas que reservaron el vinilo. Este disco es fiel a todos los lanzados anteriormente, aunque la mayoría de las canciones tienen un ritmo más pausado. Este todavía se puede reservar en su tienda oficial.

## Historia

### Orígenes
Antes de la formación de Brand New, Jesse Lacey, Garrett Tierney y Brian Lane formaron durante un año la banda The Rookie Lot junto a Brandon Reilly y Alex Dunne, en Long Island, y lanzaron únicamente un split en 1998 con al grupo Yearly. Un año después se formó la banda Taking Back Sunday en la vecina ciudad de Amityville y Lacey se incorporó a la formación junto a su amigo John Nolan. Lacey participó en las primeras maquetas de Taking Back Sunday, pero abandonó el grupo por problemas amorosos entre Lacey, su novia y Nolan.
Brand New se formó definitivamente en 2000, en la localidad de Merrick, Nueva York. La banda lanzó una maqueta autotitulada y gozaba de popularidad en la escena musical de Long Island, pues sus miembros procedían de varias bandas locales. Los conciertos en los que Brand New participó junto a Midtown y Glassjaw les ayudaron a ganar seguidores fuera del área de Nueva York. El origen del nombre de la banda —«brand new» en español hace referencia a algo nuevo— no está claro y Lacey aseguró que se debió "«a alguna broma, porque nada en la banda es en realidad nuevo. Es decir, la formación (Garrett, Brian y yo) no es nueva y tampoco pretendemos irrumpir con un sonido nuevo o algo parecido».

### Your Favorite Weapon(2001–2002)
En 2001 la banda firmó con el sello independiente Triple Crown Records para grabar su álbum debut, Your Favorite Weapon. El álbum, que incluía canciones de sus primeras maquetas, fue producido por Mike Sapone, amigo y en ocasiones quinto miembro de la banda. El sonido y temática de Your Favorite Weapon era el habitual de la adolescencia, en el que predominan letras «sobre ex-novias» y «angustia tras una relación» acompañadas de un sonido pop punk, pero que gozó, en general, del aprobado de críticos en AllMusic o PopMatters. Brand New logró vender alrededor de 50 000 copias. Del álbum se extrajo un sencillo, «Jude Law and a Semester Abroad», que fue descrito por AllMusic como un «semi éxito».
Sin embargo, con Your Favorite Weapon la banda comenzó una pequeña batalla lírica con Taking Back Sunday, banda en la que estuvo previamente Lacey y de la que salió por razones sentimentales. La canción del álbum «Seventy Times 7» —el número de pecados que Jesucristo dijo que debían ser perdonados— estaría dedicada a Nolan por haberse acostado con su novia. Por su parte, Taking Back Sunday harían lo propio con el sencillo «There's No 'I' In Team» del álbum Tell All Your Friends en 2002. Todo ello derivó en un cruce de acusaciones en los medios de comunicación entre ambas bandas.
Un año más tarde, en 2002, grabaron un split junto a sus compañeros de Triple Crown, Safety in Numbers, donde incluyeron dos canciones, «Moshi Moshi» y «Am I Wrong», una versión de la banda de indie Love Split Love.

### Deja Entendu(2003–2004)
El segundo álbum de estudio fue escrito en «el año y medio o dos años» que pasaron de gira promocionando Your Favorite Weapon. Según el baterista Brian Lane, «Jesse [Lacey] escribió muchas de las letras sobre diferentes aspectos más allá del 'Acabo de romper con mi novia' para el nuevo disco», y Lacey las compuso con su guitarra acústica en su habitación. Lane también explicó que la banda se encontraba ahora más influenciada por distintos artistas, ya que «hemos estado expuestos a mucha música diferente. En el primero [Your Favorite Weapon] no nos mantuvimos tan cercanos las 24 horas. Creo que eso ha tenido mucho que ver». A diferencia del primer álbum, los miembros de la banda dedicaron mucho tiempo y se concentraron más en la realización del nuevo disco.

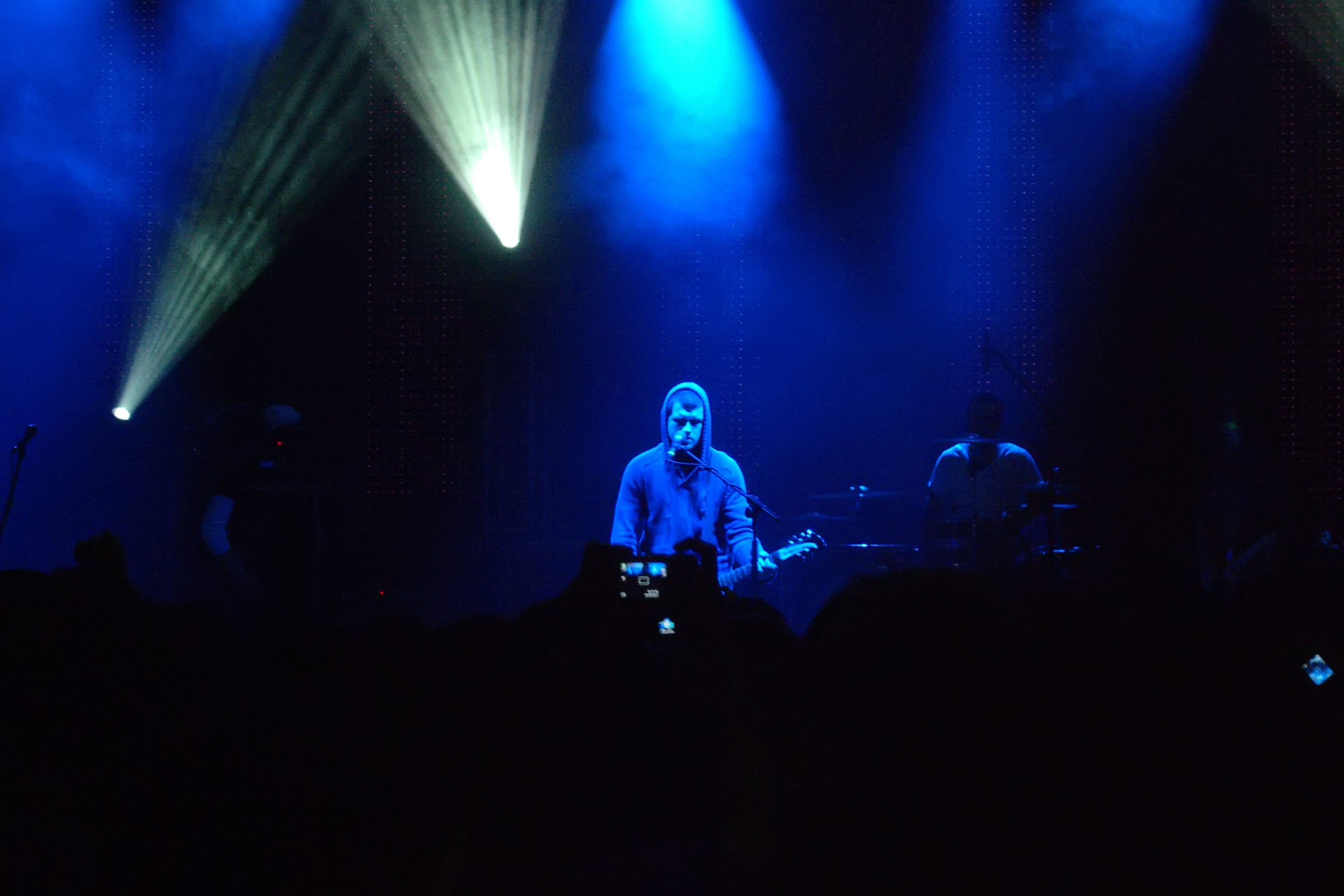
Con Deja Entendu, el sonido y las letras de Brand New se volvieron más complejas en comparación con el pop punk del anterior álbum, Your Favorite Weapon. En la imagen, la banda durante un concierto en Southampton, Reino Unido.

La banda lanzó Deja Entendu mediante Razor & Tie/Triple Crown Records en junio de 2003, mientras que en Europa y Australia lo lanzaron en octubre de 2003. El título del álbum, Deja Entendu, significa en francés «ya oído». Con respecto al significado del título, Lacey aseguró que «no importa quién seas o de qué va tu banda, puedes lanzar un disco sin que la gente diga que deriva de otra cosa. Así que si dices que el disco ya ha sido oído es como decir 'sí, tienes razón. Hemos hecho algo que ya se había hecho antes'». También incidió en que «no tratamos de romper ahora la escena musical. Sólo tratamos de hacer buena música». El álbum fue descrito como un «salto estilístico» con respecto a Your Favorite Weapon, con un sonido «decididamente maduro». En una entrevista concedida a Billboard, Lacey dijo que aunque Deja Entendu ofrece un sonido diferente, el álbum «no es como si estuvieses saliendo de ninguna parte en realidad. Creo que siempre supe que teníamos mucho potencial y hay muchas cosas que somos capaces de hacer y muchos sonidos diferentes que queríamos hacer. No mucho después de haber grabado el primer álbum nos estábamos preguntando dónde estábamos yendo desde ahí».
Deja Entendu debutó en el número 63 del Billboard 200. Después de siete semanas, las ventas del álbum sobrepasaban las 51 000 copias, lo que era casi el total que consiguió su predecesor, Your Favorite Weapon. En mayo de 2007, cuatro años después del lanzamiento, la Recording Industry Association of America lo certificó con un disco de oro tras vender más de medio millón de copias en los Estados Unidos.
El primer sencillo de Deja Entendu, «The Quiet Things That No One Ever Knows», se estrenó en la radio en julio de 2003, un mes después del lanzamiento del álbum. La canción trata sobre el arrepentimiento, o «cómo puede haber problemas en una relación y estos son ignorados. Y cómo a veces acaban en un hogar roto o alguna mala situación por el camino. Es como si algo no se hubiera pasado por alto la primera vez, podrías haber ido a por ello ahora». El vídeo de la canción narra los momentos que siguen a un trágico accidente de tráfico, en el que Lacey, herido mortalmente, no puede dejar este mundo sin saber que su novia, también herida en el accidente, está a salvo. Lacey dijo que «trata sobre la muerte o la pérdida de alguien y es en esos momentos en los que quieres volver atrás en el tiempo y darte cuenta de todos los arrepentimientos que sentiste, y todas las cosas que desearías poder cambiar». La banda también grabó un videoclip para su segundo sencillo, «Sic Transit Gloria... Glory Fades», en el que Lacey actúa como un muñeco de vudú, descubriendo que cada vez que mueve una parte de su cuerpo es imitado por el objetivo de esa acción. «La canción habla sobre aprovecharse de alguien», dijo Lacey, «hay una importante correlación entre el vídeo y la canción». Los dos vídeos dieron a la banda cierta popularidad comercial, donde Your Favorite Weapon pasó «virtualmente desapercibido», en MTV y en el programa The Jimmy Kimmel Show, su primera actuación en televisión. Además, ambos sencillos entraron en el top 40 de las listas británicas, mientras que «The Quiet Things That No One Ever Knows» alcanzó el puesto número 37 en la lista Alternative Songs.
Tres conciertos de los 24 programados en Estados Unidos con Moneen, Senses Fail y The Beautiful Mistake se vendieron en su totalidad antes de haber lanzado siquiera el primer sencillo, lo que tuvo mucho que ver el murmullo general sobre la banda, el boca a boca, las giras y los foros de Internet. El éxito de Deja Entendu también supuso comenzar giras junto a bandas como New Found Glory, Good Charlotte, Dashboard Confessional y Blink-182. La banda fue cabeza de cartel en el festival The Bamboozle junto a My Chemical Romance, Alkaline Trio, Thrice, The Starting Line, Fall Out Boy, The Bouncing Souls, Straylight Run y Flogging Molly. En 2004 hicieron su segunda visita al Reino Unido, la primera como cabeza de cartel, en una gira en la que se vendieron todas las entradas.
Después de ser catalogado como una banda para ver en la edición especial anual de Rolling Stone «Hot Issue», las listas de discos de final de año de los críticos punk incluían el «desafiante género» de Deja Entendu, que se había convertido también en un «monumento de lo que llamaron emo punk». En ese momento, Brand New se encontró en medio de una guerra de sellos discográficos para firmar a la banda. Lacey denunció una «guerra de subastas», pero reconoció que «hay unas pocas discográficas en las que estamos realmente interesados. Hemos estado hablando con mucha gente durante un tiempo y estamos reduciendo las posibilidades». La banda finalmente firmó con DreamWorks Records, que fue adquirida en ese momento por Interscope Records.

### The Devil and God Are Raging Inside Me(2005–2008)
Tras firmar por Interscope, Brand New comenzó a preparar la grabación de su tercer álbum, el debut en una multinacional. Durante ese momento, la banda apenas concedió entrevistas ni se tuvieron noticias de su actividad. En 2004, Lacey comentó a la revista Chart que había escrito «algunas canciones» para el próximo álbum y aseguró que a sus compañeros «les encantaron». También reconoció sentir presión por todo lo que estaba rodeando al nuevo álbum y que le provocó depresiones: «Estoy algo deprimido por toda esta ansiedad acerca del álbum y dicen que en este estado es cuando compongo mejor. Genial, estaré los próximos seis meses todo deprimido y el resto de la banda estará eufórica, por lo que debe estar por llegar algo bueno. Luego tendré que luchar por cómo es recibido». Lacey reveló que el nuevo trabajo «explorará nuevos territorios para Brand New».

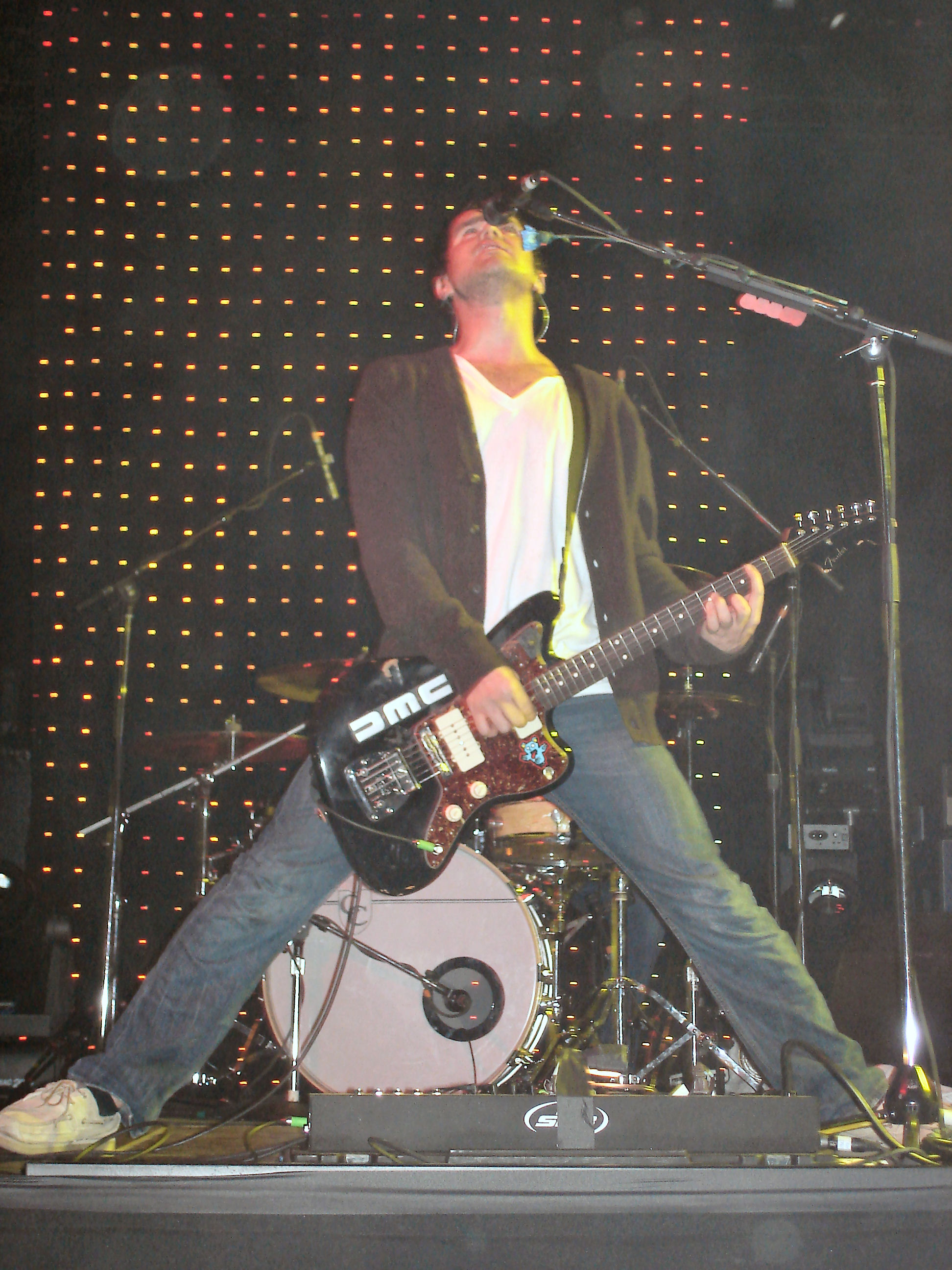
Lacey durante una actuación de Brand New en Toronto en 2006.

A finales de 2005, Brand New comenzó a grabar su ya muy anticipado tercer álbum en Oxford, Misisipi, con el productor Dennis Herring, pero que acabaría dejando el puesto en favor de Mike Sapone, con quien la banda ya había trabajado en el primer álbum.
En enero de 2006 aparecieron nueve maquetas sin título que fueron filtradas en Internet. El bajista de la agrupación, Garrett Tierney, dijo que «en el buen sentido, mucha gente tiene curiosidad por escuchar lo que estamos haciendo, pero las canciones del disco no suenan para nada a lo que ha salido en esas demos filtradas». Sin embargo, Lacey no fue tan optimista cuando se le preguntó por la filtración: «Fue diferente para mí. Me dejó un poco tocado durante un tiempo. A nadie le gusta que vean tu trabajo a medias y esas canciones no estaban terminadas. Eran como bocetos. Eso me dio la impresión de que aquellas canciones ya se habían utilizado o algo, y que tendríamos que hacer cosas nuevas porque eso ya lo habían escuchado. Ahora, en retrospectiva, quiero que esas canciones salgan en el álbum y muchas de ellas no están, por eso me siento probablemente más culpable que ninguno. Este disco lo siento incompleto sin esas canciones y probablemente siempre lo será».
Alternative Press publicó como fecha provisional de lanzamiento del álbum el 19 de octubre de 2006, pero la banda aseguró en su página web que la fecha de lanzamiento sería el 21 de noviembre de ese mismo año en Norteamérica y un día antes en Europa. Poco después se reveló una canción y la portada del disco, así como nueva información sobre su primer sencillo «Sowing Season». Fue una de las canciones filtradas como maqueta y su versión completa se estrenó en la radio el 19 e octubre de 2006, siendo publicada en el MySpace de la banda un día después. Según Lacey en una entrevista concedida a BBC Radio 1 con Zane Lowe, el título del álbum, The Devil and God Are Raging Inside Me, se tomó de una conversación con su amigo y músico Daniel Johnston, que padece trastorno bipolar.
A finales de diciembre de 2006 se lanzó un inusual vídeo para la canción instrumental "«Untitled», también conocida como «-», que consistía principalmente en un hombre pintando con spray una pared con «evil and good are raging inside me» (el diablo y el bien están rabiando dentro de mí) y corrigiéndolo para dar el título del álbum. El 16 de enero de 2007 se anunció que, finalmente, «Jesus Christ» sería el primer sencillo oficial del álbum. El 19 de enero la banda tocó la canción en el programa de televisión estadounidense Late Night with Conan O'Brien. El 26 de febrero tocaron la misma canción en el programa Late Show with David Letterman.
Desde enero a junio de 2007 la banda realizó giras por Estados Unidos, Europa, Canadá y Australia, incluyendo el festival británico Give It A Name y The Bamboozle, en Nueva Jersey. A finales de ese año comenzó una gira con Thrice y MewithoutYou. A comienzos de 2008 Brand New viajó a Australia y Nueva Zelanda para participar en el festival Big Day Out. Antes, en octubre de 2007, la banda lanzó una nueva canción «(Fork and Knife)», que era una versión regrabada de la séptima maqueta filtrada en Internet y fue lanzada como descarga digital. En marzo de 2008 la banda fundó su propio sello discográfico Procrastinate! Music Traitors. El primer lanzamiento del sello fue el relanzamiento del álbum Put Your Ghost to Rest, de su amigo Kevin Devine, en abril de 2008.

### Daisy(2009–2011)
En octubre de 2008, se afirmó que Brand New estaba en el estudio terminando su nuevo disco y que actualmente estaban grabando voces. Luego, en diciembre, una actualización en el sitio web de Brand New anunció que habían entrado y salido del estudio desde aproximadamente marzo, con aproximadamente 15 pistas para elegir. El álbum fue grabado durante un período de 12 meses a partir de marzo de 2008, con la banda anunciando en abril de 2009 que habían comenzado a mezclar con Dave Sardy y que esperaban lanzar su cuarto álbum de estudio en el verano de 2009, con potencial, una gira de verano a seguir. La fecha de lanzamiento se retrasó hasta octubre de 2009, que se anunció durante una actuación en vivo en el Festival de Glastonbury 2009 , donde Brand New tocó dos nuevas canciones, tentativamente tituladas "Bride" y "Gasoline".
El 7 de julio, se anunció que el álbum se titularía "And One Head Can Never Die" y se lanzará a través de Interscope Records el 22 de septiembre de 2009. Sin embargo, en julio 9, se anunció en el sitio web de la banda que el título del álbum había sido cambiado a Daisy, con la fecha de lanzamiento sin cambios.

### Descanso (2011-2014)
Las sesiones de escritura para el quinto álbum de estudio de la banda comenzaron en 2009, poco después de que la banda lanzara Daisy, Lacey declaró que la banda tenía material nuevo que estaban buscando para grabar, descartando los rumores de que Daisy sería su último álbum de larga duración. Discutiendo la dirección musical del quinto álbum, Lacey declaró que creía que Daisy "era como el final de un camino" y que probablemente retrocederían y explorarían una dirección alternativa para tomar su nueva música. La banda fue contratada para ingresar a un estudio de grabación en abril de 2012, sin embargo, la banda finalmente utilizó esta vez para proyectos musicales personales en lugar de grabar con Brand New.

### Science Fictiony posible separación (2015-2018)

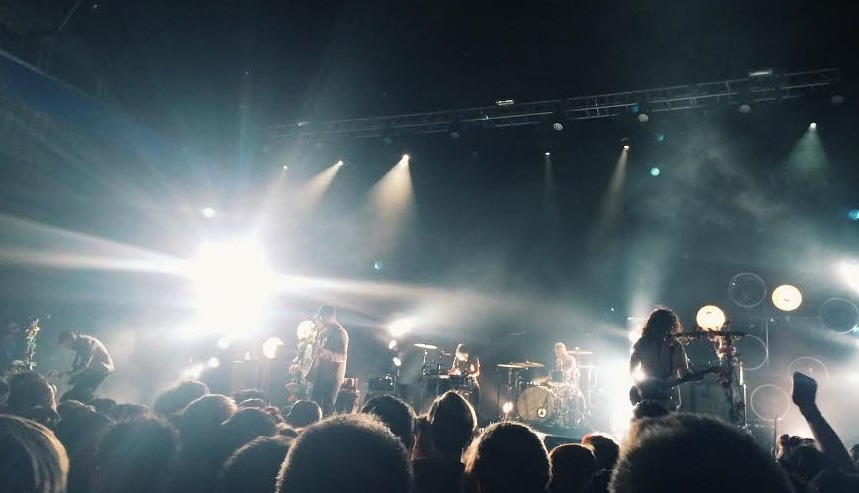
Brand New tocando St. Augustine Amphitheatre in St. Augustine, Florida el 7 de mayo de 2015.

En su show del 8 de abril de 2015 en Denver, Colorado, la banda tocó una nueva canción que figura en el setlist de la banda como "Do not Feel Anything", que más tarde se tituló "Mene". El 13 de abril, la canción se puso a disposición como descarga gratuita a través del sitio web de la banda. Una segunda canción nueva "Sealed to Me" se estrenó en Los Ángeles, California el 15 de abril. La banda permitió sus presentaciones en Lollapalooza en Berlín el 13 de septiembre de 2015 y Austin City Limits en Austin, Texas el 3 de octubre de 2015 para ser transmitido.
El 2 de diciembre de 2015, la banda hizo su Leaked Demos 2006 disponible por primera vez, lanzándolo en una cinta de casete roja de edición limitada con una tarjeta de descarga digital incluida. El casete fue lanzado más tarde en negro.
El 26 de septiembre de 2016, la banda reveló que posiblemente sea su último álbum que previamente se había prometido a los fanáticos no se lanzaría en 2016. La banda sintió que las canciones del álbum estaban incompletas y necesitaban más tiempo para ser consideradas finalizadas. La banda también anunció que celebraría el décimo aniversario de The Devil and God are Raging Inside Me tocándolo en su totalidad durante el resto de la gira. También hubo más declaraciones alusivas al final de la banda: "Lo que queda debería ser una desaparición extraña, pero ojalá sea tan ruidoso y divertido como el resto de nuestro tiempo juntos."
El 15 de agosto de 2017, la banda anunció en Instagram que su quinto LP se lanzaría en vinilo en octubre de 2017. Dos días después, el 17 de agosto, muchas personas que habían pedido previamente la edición de vinilo del álbum recibieron un CD (limitado a 500) en la publicación que contenía un álbum en su totalidad, llamado Science Fiction, comprimido en una pista larga de 61 minutos.  El álbum fue luego puesto a la venta en su sitio web, confirmándolo como su quinto LP. La ciencia ficción se encontró con la aclamación de la crítica generalizada y el éxito comercial, ya que se hizo el primer álbum de Brand New para debutar en el número uno en el Billboard 200.
El 13 de septiembre de 2017, Kevin Devine anunció a través de Facebook que se tomaría un tiempo libre de su propio proyecto, Kevin Devine y The Goddamn Band, para unirse a Brand New en la carretera como guitarrista y vocalista adicional. Durante una actuación en octubre de 2017, Lacey confirmó aún más el final de la banda y dijo: "Vamos a ser una banda durante unos 14 meses más, así que muchas gracias por estar aquí esta noche".
A fines de 2017, Lacey fue acusado de conducta sexual inapropiada con menores durante principios y mediados de la década de 2000. Publicó una disculpa pública en la página de Facebook de Brand New, guiando al guitarrista de gira Kevin Devine y al grupo Martha a retirarse de las próximas fechas de la gira europea en solidaridad con las víctimas. La banda luego anunció el aplazamiento de los conciertos.

## Estilo musical e influencias
El sonido de Brand New suele ser descrito con mayor frecuencia como rock alternativo, indie rock, post-hardcore, emo,
y pop punk. La banda comparte un gran interés en una amplia variedad de bandas, desde pop y rock como The Beatles, The Beach Boys, Squeeze, and The Cars hasta grupos más contemporáneos como Weezer, Lifetime, Ride, Pearl Jam, Foo Fighters, Archers of Loaf, Green Day, Sunny Day Real Estate, Neutral Milk Hotel, U2, Nirvana, Oasis, Descendents, Kevin Devine, Saves The Day, Radiohead, y Buzzcocks. El líder Jesse Lacey también es conocido por su afición por Built to Spill, Modest Mouse, The Smiths y Morrissey.

## Legado
Brand New ha sido reconocida como una de las bandas más queridas e importantes del género emo. Sus seguidores leales, descritos como "de culto", son notables porque su base de seguidores y su legado se han mantenido continuamente fuertes durante toda su carrera, mientras que otras bandas de la escena emo de la década de 2000 se han desvanecido. Han sido ampliamente elogiados por los críticos por crear declaraciones artísticas con su música en lugar de aspirar al éxito general como lo hicieron muchos de sus contemporáneos. Ian Cohen de Pitchfork comentó: "La música de guitarra popular en 2017 ha sido moldeada sin lugar a dudas por Brand New, una banda que ha servido no solo como modelos a seguir dañados sino como una influencia musical formativa". Al escribir para The Outline, Zoe Camp declaró que "eran cada vez más sinceros y conscientes de sí mismos en un género donde la histriónica emocional era la configuración predeterminada. Música como esta los hizo, y Lacey, parecen definitivamente diferentes de Pete Wentz de Fall Out Boy, Adam Lazzara de Taking Back Sunday, o prácticamente cualquier otro hombre blanco triste que apareciera alguna vez en Alternative Press". Spin declaró que "Brand New no solo se convirtió en una banda, se convirtió en un salvavidas y santuario para miles y miles de niños en mal estado". Ryan Bassil de Noisey declaró que Brand New "sería coronado como la mejor banda de una generación". La influencia de Brand New en la nueva ola de hip hop deprimente también se ha notado, con Lindsay Zoladz de The Ringer afirmando que "tu futuro rapero favorito podría estar escuchando Brand New en este momento". Los escritores de música han acreditado la brecha de ocho años entre Daisy de 2009 y Science Fiction de 2017 como esenciales para el crecimiento del legado de Brand New en el mundo de la música.
Entre los músicos que han sido influenciados por Brand New está Manchester Orchestra, mewithoutYou, Citizen, and Sorority Noise.

## Miembros
| Miembros actuales - Jesse Lacey: voz y guitarra (2000–2018) - Vincent Accardi: guitarra principal y coros (2000–2018) - Garrett Tierney: bajo (2000–2018) - Brian Lane: batería y percusión (2000–2018) | Miembros anteriores - Derrick Sherman: teclado, guitarra, coros (2005–2013) |

Línea del tiempo

## Discografía
Álbumes de estudio
- 2001: Your Favorite Weapon
- 2003: Deja Entendu
- 2006: The Devil and God Are Raging Inside Me
- 2009: Daisy
- 2017: Science Fiction